# Lilla Kolsjön
Lilla Kolsjön är en sjö i Svenljunga kommun i Västergötland och ingår i Ätrans huvudavrinningsområde.